# Potez 31
Le Potez 31  est un monoplan monomoteur français conçu en 1927.

## Historique
Le Potez 31 Cn2 est construit par la société des Aéroplanes Henry Potez. Cette version expérimentale destinée à la chasse de nuit dérive de la variante monoplan 25.36 du Potez 25. L'appareil adopte une aile parasol dotée d'une légère flèche et trois types de moteurs sont testés. L'équipage dispose de masques à oxygène pour le vol en altitude. Aucune production en série n'est décidée et on ne trouve plus de trace du Potez 31 après 1929.

## Variantes
- Version à moteur Hispano-Suiza 12 Mb/Ga, 500 ch
- Version à moteur Hispano-Suiza 12 Hb, 579 ch
- Version à moteur Lorraine-Dietrich 12 Fb, 520 ch

## Utilisateurs
- France :
  - Potez : 1 prototype